# تيكوين
تيكوين هو حي يقع في الجنوب الشرقي لمدينة أكادير جنوب المغرب، وهو تابع إدارياً للجماعة الحضرية لأكادير.

## سبب التسمية
تعود تسمية تيكوين، حسب القول السائد إلى نوعية من النباتات كانت تملأ المنطقة قبل تعميرها بداية الستينيات وهي جمع للكلمة الأمازيغية 'تيكيوت' التي تعني نبتة 'الدغموس'.

## الموقع الجغرافي
يتموقع حي تيكوين على بعد 12 كلم جنوب شرق أكادير، ويحده من الجهات الأربع مسكينة شمالا وأيت ملول جنوبا والدشيرة غربا والدراركة شرقا، وتبلغ مساحته حوالي 20 كلم مربع أي ما يناهز 22 بالمائة من مجموع مساحة المجال الحضري لأكادير الكبير، وتعد تيكوين صلة وصل بين شمال المغرب وجنوبه خصوصا إلتقاء الطريق الوطنية رقم 1 و 8.

## المقاطعات
يضم حي تيكوين ثلاث مقاطعات حضرية وهي:
- المقاطعة التاسعة وتضم أحياء: الزيتون وأوجاعا وأيت إغيوس والنهضة و الحاجب ودوار القاضي ومبروكة و العرب وأيت محند وأسايس وأخليج 1
- المقاطعة العاشرة وتضم أحياء: الصويري وبئرنزران وأساكا ولأمل وتاسيلا 3 والجهادية الفلاحية وأخليج 2
- المقاطعة الحادية عشر وتضم : حي تيليلا وحي الفارابي وحي آدرار

## المراكز العلمية والثقافية
على المستوى العلمي والثقافي، يتوفر حي تيكوين على مركب ثقافي وحيد قبالة ثانوية الدرفوفي، كما يتوفر على دار الشباب 'سوس العالمة' بأيت إغيوس و'دار الحي' بالزيتون وقاعة متعددة الاستعمالات بحي أساكا، وتفتقر أحياء المقاطعة الحادية عشر وبعض أحياء المقاطعة العاشرة إلى مثل هذه المؤسسات. وفيما يتعلق بالمؤسسات التعليمية العمومية فيضم حي تيكوين ثانويتين تأهيليتين فقط هما ثانوية محمد الدرفوفي على حدود حي الزيتون وثانوية الأمل بحي الحاجب ما يسبب إشكالا للأحياء البعيدة عن هذه المناطق كتيليلا وأساكا.
وتضم منطقة تيكوين في نفوذها الجامعة الدولية أكادير، وكذا كلية الطب والصيدلة والمدرسة الوطنية للعلوم التطبيقية.

## المجتمع المدني
يعرف العمل الجمعوي نشاطا ملموسا بالمنطقة، حيث توجد أكثر من 120 جمعية مرخص لها تحتل الثقافية منها الرتبة الأولى ثم تليها البيئية والرياضية.

## المستوى الاقتصادي
تشير بعض الإحصائيات إلى أن ساكنة حي تيكوين تعتمد على العمل الحرفي والتجاري بالدرجة الأولى. و يتوفر حي تيكوين على السوق الممتاز التجاري 'كارفور' الذي يستقطب التجار بدرجة أولى ويتوفر الحي أيضا على سوق 'الخميس' الأسبوعي الذي يمثل قبلة للعديد من التجار والزبائن داخل وخارج المدينة، إلا أن حي تيكوين يفتقر إلى أسواق نموذجية وبالتالي يسود الباعة المتجولون جوانب الأزقة والشوارع المجاورة للمناطق السكنية، ويتعرضون بين الفينة والأخرى إلى الطرد من قبل السلطات الأمنية إلا أنهم سرعان ما يعودون لملء تلك الفضاءات من جديد. ويعاني حي تيكوين من عدم وجود منطقة صناعية لضم الشركات والمصانع حيث تتداخل هذه الأخيرة مع مساكن المواطنين خصوصا بحي بئرنزران حيث يشتكي السكان من التلوث الصناعي وينادون بخلق منطقة صناعية بعيدا عن مناطق سكناهم.

## البنية التحتية
تتمتع معظم المناطق في حي تيكوين بشوارع معبدة وجيدة، ومن أسوء المشاكل التي يعانيها حي تيكوين في هذا الإطار مشكل قنوات الصرف الصحي في أثناء هطول الأمطار الغزيرة حيث يتسبب عدم متانتها في إحداث الفيضانات. وعلى مستوى النظافة، لا يتوفر حي تيكوين على حاويات للنفايات كافية لجميع المناطق ويتم تجميع النفايات من قبل المواطنين في كومات من الأكياس البلاستيكية في أماكن مخصصة قبل أن تمر شاحنات البلدية لجمعها مما يشوه من جمالية منظر تيكوين.

## تأهيل تيكوين (2024-2020)
في إطار برنامج التنمية الحضرية لمدينة أكادير (2024-2020) الذي أطلقه الملك محمد السادس، فقد حصل حي تيكوين في هذا البرنامج على عدد مهم من المشاريع، لكونه حي يفتقر للعديد من البنيات التحتية، وخلال هذا البرنامج سيتم إنشاء عدة بنيات تحتية في حي تيكوين تهم بالأساس قطاع الشباب والرياضة، خصوصاً إحداث ملاعب للقرب، وقاعة مغطاة للرياضات الجماعية، ومسبح نصف أولمبي، بناء ثانوية إعدادية، تأهيل وتوسعة مجموعة من المؤسسات التعليمية، بالإضافة إلى إحداث وتأهيل المساحات الخضراء والساحات، وتأهيل سوق تيكوين.